# فوکه-آخگلیس فا ۲۲۳
فوکه-آخگلیس فا ۲۲۳ دراخه (اژدها) (آلمانی: Focke-Achgelis Fa 223 Drache) یک بالگرد نظامی تک‌سرنشین با چرخانه‌های عرضی ساخت شرکت فوکه-آخکلیس در آلمان بود که نخستین پرواز خود را ماه اوت سال ۱۹۴۰ انجام داد.

## طراحی و استفاده
بر مبنای طرح بالگرد فا ۶۱ با دو چرخانه بازویی، گروه طراحی هاینریش فوکه یک بالگرد جدید بزرگ‌تر شش سرنشین پدیدآورد که در قرارداد با دویچه لوفت‌هانزا ابتدا عنوان فوکه-آخگلیس فا ۲۶۶ به خود گرفت. پیش‌نمونه سال ۱۹۴۰ آزمایش‌های زمینی و اولیه هوایی را به انجام رساند و سپس نخستین پرواز آزاد ماه اوت همان سال صورت گرفت. تا این زمان هواگرد مورد توجه نظامی واقع شد و توسعه با عنوان فا ۲۲۳ ادامه پیدا کرد. وزارت هوانوردی رایش ۳۹ فروند از این هواگرد برای ارزیابی در نقش‌های مختلف شامل آموزش، ترابری، نجات و گشت ضدزیردریایی، سفارش داد.
تجهیزات متناسب با نقش مورد نظر متفاوت بود و شامل یک مسلسل ام‌گه ۱۵ و دو بمب ۲۵۰ کیلوگرمی، قرقره و گهواره نجات، یک دوربین شناسایی و یک مخزن سوخت ۳۰۰ لیتری جدا شونده، می‌شد. ده فروند از سی نمونه پیش‌تولید فا ۲۲۳، پیش از آن که کارخانه بمباران شود، در برمن تکمیل گردید. هفت فروند دیگر در کارخانه جدید شرکت در لاوپهایم در نزدیکی اشتوتگارت تولید شد. یک کارخانه دیگر هم در برلین تنها یک نمونه تا پیش از پایان جنگ آماده کرد. تعداد اندکی از بالگردهای فا ۲۲۳ به هوا برخاستند و هیچگاه در نقش ضدزیردریایی خدمت نکردند. از آن‌ها به مقدار کمی برای ترابری و عملیات نجات کوهستانی استفاده شد.

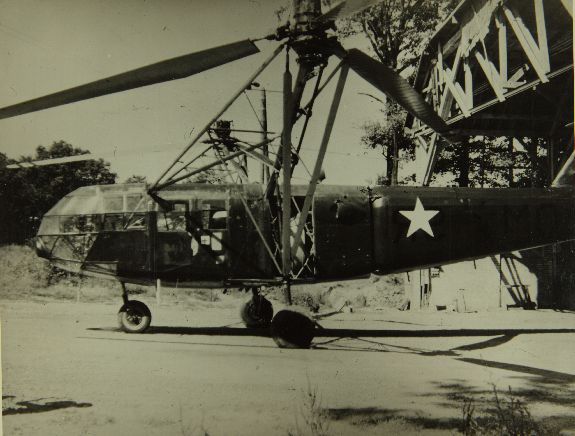
در غنیمت آمریکایی‌ها

دو فروند از آن‌ها ماه مه سال ۱۹۴۵ در آینرینگ در اتریش به غنیمت نیروهای آمریکایی درآمد. ماه سپتامبر سال ۱۹۴۵ یک فروند فا ۲۲۳ با خدمه آلمانی، به عنوان نخستین بالگرد، از کانال مانش گذشت تا برای ارزیابی به سازمان آزمایشی نیروهای هوابرد در بریتانیا برود. متفقین آزمایش‌های زیادی بر آن انجام دادند. این بالگرد ماه اکتبر در اثر نقص فنی سقوط کرد و منهدم شد.
پس از جنگ دو بالگرد فا ۲۲۳ در چکسلواکی با قطعات ساخت آلمان، تولید شد. همچنین کار توسعه بر روی آن در فرانسه با عنوان «سود اِست اس‌اُ ۳۰۰» انجام گرفت و نخستین نمونه از آن ماه اکتبر سال ۱۹۴۸ پرواز کرد.

## مشخصات فنی
فا ۲۲۳:
مشخصات عمومی
- طول: ۱۲٫۲۵ متر
- طول هر تیغه: ۱۲ متر
- مجموع مساحت تیغه‌ها: ۲۲۶٫۱۹ متر مربع
- ارتفاع: ۴٫۳۵ متر
- وزن خالی: ۳٬۱۷۵ کیلوگرم
- حداکثر وزن هنگام برخاستن: ۴٬۳۱۰ کیلوگرم
- نیر محرکه: ۱ × موتور شعاعی ۹ سیلندر ب‌ام‌و ۳۰۱اِر: ۱٬۰۰۰ اسب بخار (۷۴۶ کیلووات)

عملکرد
- حداکثر سرعت: ۱۷۵ کیلومتر بر ساعت
- پایاسیر: ۱۲۰ کیلومتر بر ساعت
- سقف پرواز: ۲٬۰۰۰ متر
- برد: با مخزن سوخت کمکی ۷۰۰ کیلومتر